# Saison 2017-2018 de l'équipe de France de rugby à sept
Cette page présente la saison 2017-2018 de l'équipe de France de rugby à sept en World Rugby Sevens Series et autres compétitions internationales.

## Effectif
La liste suivante indique les joueurs qui sont sous contrat avec la Fédération française de rugby pour la saison 2017-2018.
| Nom                   | Poste            | Naissance         | Tournois joués (Pts marqués) | Ancien club senior         | Année de 1re sélection |
| --------------------- | ---------------- | ----------------- | ---------------------------- | -------------------------- | ---------------------- |
| Jérémy Aicardi        | Centre           | 26 novembre 1988  | 6 (10)                       | Saint-Nazaire              | 2013                   |
| Samuel Alerte         |                  |                   |                              |                            |                        |
| Jean-Pascal Barraque  | Demi d'ouverture | 24 avril 1991     | 10 (15)                      | Stade rochelais            | 2012                   |
| Bastien Berenguel     | Pilier           | 18 janvier 1994   |                              | Stade montois              |                        |
| Paul Bonnefond        | Arrière          | 13 septembre 1988 |                              | LOU Rugby                  | 2014                   |
| Robinson Caire        |                  |                   |                              |                            |                        |
| Manoël Dall'igna      | Talonneur        | 12 mars 1985      | 64 (270)                     | Stade rochelais            | 2007                   |
| Josias Daoudou        | Centre ; Ailier  | 19 octobre 1995   |                              | Valence Romans Drôme rugby |                        |
| Johan Demai-Hamecher  |                  |                   |                              |                            |                        |
| Alexandre Lagarde     | Demi d'ouverture | 31 juillet 1996   |                              | USA Perpignan              | 2017                   |
| Pierre-Gilles Lakafia | Talonneur        | 12 mars 1987      | 13 (35)                      | Castres                    | 2010                   |
| Jonathan Laugel       | Pilier           | 30 janvier 1993   | 31 (70)                      | -                          | 2011                   |
| Jean-Baptiste Mazoué  | Pilier           | 18 mai 1991       | 47 (100)                     | CA Brive                   | 2011                   |
| Stephen Parez         | Demi d'ouverture | 1er août 1994     | 15 (157)                     | -                          | 2012                   |
| Pierre Popelin        |                  |                   |                              | Stade rochelais            |                        |
| Paulin Riva           | Arrière          | 20 avril 1994     | 7 (86)                       | Union Bordeaux Bègles      | 2017 (Dubaï)           |
| Sacha Valleau         | Pilier           | 8 octobre 1996    | 2 (0)                        | Stade toulousain           | 2015                   |

En fonction des absences, des joueurs de rugby à XV ont régulièrement été appelés pour disputer un tournoi.

## Tournois de préparation

### Oktoberfest Sevens
L'équipe de France a participé à la première édition de l'Oktoberfest Sevens (en) à Munich, entre septembre et octobre 2017, où ils terminent 8e. Malgré l'absence de certains titulaires, comme Jean-Pascal Barraque, la plupart des joueurs formant l'équipe sénior sont présents à ce tournoi, qui est aussi le premier de la saison avec Jérôme Daret sur le banc.
Si le résultat final de ce tournoi est décevant, il n'en reste pas moins marqué par plusieurs essais spectaculaires de la part de l'équipe de France.
| Poule A        | Poule A  | Cup        | Cup      |
| Adversaire     | Résultat | Adversaire | Résultat |
| -------------- | -------- | ---------- | -------- |
| Espagne        | 22-0     | Australie  | 19-31    |
| Portugal       | 55-5     | Allemagne  | 5-7      |
| Afrique du Sud | 14-31    | Irlande    | 12-14    |

| Classement final |
| ---------------- |
| 8e               |

### Seven de Punta del Este
Du 6 au 7 janvier 2018, les bleus participent au tournoi de rugby à sept de Punta del Este (es), à Maldonado en Uruguay, où ils terminent 3e.
L'équipe de France envoyée à ce tournoi est une équipe de "développement", Jérémy Aicardi et Josias Daoudou étant les uniques joueurs sous contrat, accompagné de quinziste comme Gabin Villière ou Paul Boudehent.
| Poule B    | Poule B  | Cup            | Cup      |
| Adversaire | Résultat | Adversaire     | Résultat |
| ---------- | -------- | -------------- | -------- |
| Brésil     | 26-20    | Brésil         | 28-12    |
| États-Unis | 29-5     | Afrique du Sud | 14-24    |
| Uruguay    | 12-28    | Uruguay        | 22-17    |

| Classement final |
| ---------------- |
| 3e               |

### Seven de Viña del Mar
Du 12 au 14 janvier 2018, les bleus participent au tournoi de rugby à sept de Viña del Mar (es), à Viña del Mar au Chili, où ils terminent 2e.
Comme à Maldonado, c'est le même groupe de développement qui participe au tournoi, dont plusieurs joueurs intégreront par la suite l'équipe première.
| Poule C    | Poule C  | Cup            | Cup      |
| Adversaire | Résultat | Adversaire     | Résultat |
| ---------- | -------- | -------------- | -------- |
| États-Unis | 33-7     | Chili          | 14-7     |
| Colombie   | 17-7     | Irlande        | 15-12    |
| Uruguay    | 14-17    | Afrique du Sud | 7-34     |

| Classement final |
| ---------------- |
| 2e               |

## Parcours dans lesWorld Rugby Sevens Series

### Classement final
| Classement général XIXe édition | Classement général XIXe édition | Classement général XIXe édition | Classement général XIXe édition | Classement général XIXe édition | Classement général XIXe édition | Classement général XIXe édition | Classement général XIXe édition | Classement général XIXe édition | Classement général XIXe édition | Classement général XIXe édition | Classement général XIXe édition | Classement général XIXe édition |
| Pos.                            | Équipes                         | Dubaï                           | Le Cap                          | Sydney                          | Hamilton                        | Las Vegas                       | Vancouver                       | Hong Kong                       | Singapour                       | Londres                         | Paris                           | Points total                    |
| ------------------------------- | ------------------------------- | ------------------------------- | ------------------------------- | ------------------------------- | ------------------------------- | ------------------------------- | ------------------------------- | ------------------------------- | ------------------------------- | ------------------------------- | ------------------------------- | ------------------------------- |
| Médaille d'or                   | Afrique du Sud (T)              | 22                              | 17                              | 19                              | 19                              | 15                              | 17                              | 17                              | 15                              | 19                              | 22                              | 182                             |
| Médaille d'argent               | Fidji                           | 15                              | 13                              | 12                              | 22                              | 17                              | 22                              | 22                              | 22                              | 22                              | 13                              | 180                             |
| Médaille de bronze              | Nouvelle-Zélande                | 19                              | 22                              | 13                              | 15                              | 13                              | 10                              | 15                              | 13                              | 13                              | 17                              | 150                             |
| 4                               | Australie                       | 13                              | 8                               | 22                              | 17                              | 12                              | 12                              | 5                               | 19                              | 10                              | 5                               | 123                             |
| 5                               | Angleterre                      | 17                              | 10                              | 10                              | 10                              | 10                              | 13                              | 1                               | 17                              | 15                              | 19                              | 122                             |
| 6                               | États-Unis                      | 1                               | 12                              | 15                              | 8                               | 22                              | 15                              | 12                              | 8                               | 12                              | 12                              | 117                             |
| 7                               | Argentine                       | 5                               | 19                              | 17                              | 7                               | 19                              | 10                              | 13                              | 2                               | 5                               | 8                               | 105                             |
| 8                               | Kenya                           | 10                              | 3                               | 10                              | 12                              | 10                              | 9                               | 19                              | 10                              | 8                               | 3                               | 104                             |
| 9                               | Canada                          | 5                               | 15                              | 3                               | 5                               | 7                               | 2                               | 7                               | 7                               | 10                              | 15                              | 76                              |
| 10                              | Samoa                           | 12                              | 5                               | 5                               | 13                              | 3                               | 3                               | 2                               | 12                              | 3                               | 1                               | 59                              |
| 11                              | Espagne (P)                     | 7                               | 7                               | 1                               | 1                               | 2                               | 7                               | 10                              | 10                              | 1                               | 10                              | 56                              |
| 12                              | Écosse                          | 10                              | 1                               | 2                               | 10                              | 5                               | 8                               | 10                              | 5                               | 2                               | 2                               | 55                              |
| 13                              | France                          | 8                               | 10                              | 8                               | 3                               | 8                               | 1                               | 8                               | 1                               | 1                               | 5                               | 53                              |
| 14                              | Pays de Galles                  | 3                               | 5                               | 7                               | 2                               | 5                               | 5                               | 3                               | 5                               | 7                               | 7                               | 49                              |
| 15                              | Irlande                         | -                               | -                               | -                               | -                               | -                               | -                               | -                               | -                               | 17                              | 10                              | 27                              |
| 16                              | Russie                          | 1                               | 1                               | 5                               | 1                               | 1                               | 5                               | 5                               | 1                               | 5                               | 1                               | 26                              |
| 17                              | Papouasie-Nouvelle-Guinée       | -                               | -                               | 1                               | 5                               | -                               | -                               | -                               | -                               | -                               | -                               | 6                               |
| 18                              | Ouganda                         | 2                               | 2                               | -                               | -                               | -                               | -                               | -                               | -                               | -                               | -                               | 4                               |
| 19                              | Japon (Q)                       | -                               | -                               | -                               | -                               | -                               | -                               | -                               | 3                               | -                               | -                               | 3                               |
| 20                              | Uruguay                         | -                               | -                               | -                               | -                               | 1                               | 1                               | -                               | -                               | -                               | -                               | 2                               |
| 21                              | Corée du Sud                    | -                               | -                               | -                               | -                               | -                               | -                               | 1                               | -                               | -                               | -                               | 1                               |

Si deux ou plusieurs équipes sont à égalité à la fin de la saison on les départage selon les règles suivantes :
1. La différence de points marqués et encaissés durant la saison
2. Le nombre d'essais durant la saison.

| Légende                                                                                                  |
| --- |
| Qualifié pour l'édition 2018-2019                                                                        |
| Relégué                                                                                                  |
| Equipe non permanente                                                                                    |
| Abbreviations : - T : tenant du titre - P : promu - Q : qualifié à la suite du tournoi de Hong Kong 2018 |
| Qualification Coupe du monde 2018                                                                        |
| Déjà qualifié (quart de finalistes 2013 et pays hôte)                                                    |
| Qualifié (4 premières places des World Series 2016-2017 hors équipes déjà qualifiées)                    |
| Autre qualifié (11 places attribuées lors de compétitions par continent)                                 |
| Non qualifié                                                                                             |

## Parcours à laCoupe du monde

### Sélection pour la Coupe du monde 2018
La liste suivante indique les joueurs sélectionnés pour la Coupe du monde 2018 de San Francisco (en gras les joueurs sous contrat avec la FFR) .

### Résultats
| Tour de qualification | Tour de qualification | Melrose Cup      | Melrose Cup |
| Adversaire            | Résultat              | Adversaire       | Résultat    |
| --------------------- | --------------------- | ---------------- | ----------- |
| Jamaïque              | 50-0                  | Australie        | 22-17       |
| Jamaïque              | 50-0                  | Nouvelle-Zélande | 7-12        |
| Jamaïque              | 50-0                  | Argentine        | 15-26       |
| Jamaïque              | 50-0                  | Écosse           | 24-29       |

| Classement final |
| ---------------- |
| 8e               |